# Cordun
Cordun is een Roemeense gemeente in het district Neamț.
Cordun telt 7558 inwoners. Het grootste deel van de bevolking is Rooms Katholiek in 2011. Dit duidt mogelijk op een Csángó achtergrond van de bevolking.